# Невеста комдива
«Невеста комдива» — российский 8-серийный телесериал 2019 года, романтическая ретро-комедия-мелодрама режиссёра Александра Баранова.
Премьера состоялась 9 марта 2020 года на телеканале «Россия-1» в рубрике «Русская серия в 21.00».

## Сюжет
Сценарий написан писателем-сатириком Аркадием Ининым в соавторстве со сценаристом Ольгой Даниловой, и отчасти автобиографичен: до поступления на сценарный факультет ВГИКа она в конце 1980-х служила на Северном флоте прапорщиком на узле связи военного аэродрома Североморск-3.
1977 год. СССР. В гарнизон Солнечный, расположенный в Крыму у Черного моря, после окончания пединститута по распределению приезжает молодая девушка Катя. Однако, место в школе оказывается пока занято, и командующий дивизией генерал Кузин предлагает ей пока поработать на узле связи на коммутаторе. Из-за недоразумения корреспондент местной газеты выпускает статью с фотографией Кати и Кузина, где девушка названа невестой комдива. Комдив Кузин, разведённый холостяк, занятый службой и воспитанием дочки-подростка, и статья, конечно, становится предметом сплетен в маленьком гарнизоне, порождающих множество нелепых, неловких и водевильных ситуаций, становящихся для героев комичными, да и уже романтическим историями...

## В ролях
- Максим Аверин — Анатолий Васильевич Кузин, комдив, генерал-майор
- Александра Никифорова — Катя Петрова
- Анна Якунина — Марина Сиротко, повар, прапорщик
- Яна Крайнова — Лариса Шпакова
- Нина Усатова — Людмила Васильевна Кузина, мать Анатолия
- Александра Каштанова — Юля Кузина, дочь Анатолия
- Евгений Морозов — Андрей Бочкин, капитан
- Алексей Коряков — Гена Чукин, старший лейтенант, лётчик
- Дмитрий Тополь — Костя Зайцев, матрос
- Ариэль Ласкер — Волков, матрос
- Матвей Зубалевич — Паша Сидоров, прапорщик
- Олег Масленников-Войтов — Олег Маркин, подполковник
- Виолетта Давыдовская — Анна Маркина
- Бибигуль Суюншалина — Дина Сабитова
- Екатерина Вуличенко — Инесса Прилучная, актриса театра
- Сергей Белоголовцев — Вениамин Маркович Луков, бывший муж Инессы, театральный режиссёр
- Михаил Богдасаров — Армен Ашотович Айвазян, замполит, подполковник
- Владимир Дубровский — Сергей Викторович, командующий, генерал-лейтенант
- Елена Котельникова — жена командующего

## Съёмки
Съёмки проходили в Севастополе и его окрестностях, в частности на побережье Ласпинской бухты.
Особое внимание в сериале для женской аудитории было уделено женским костюмам в стиле 1970-х годов.

## Показ
Премьера состоялась 9 марта 2020 года на телеканале «Россия-1» в рубрике «Русская серия в 21.00». Через год — с 24 по 26 февраля 2021 года телеканал повторил показ сериала.
Показ был достаточно удачный — сериал получил такую же долю аудитории как и у идущего одновременно по конкурирующему Первому каналу сериала «Магомаев»

## Саундтрек
В саундтреке сериала песни из репертуара советских ансамблей 1970-х годов «Самоцветы» и «Лейся, песня», а также две авторские песни, сочинённые актрисой Александрой Каштановой.